# カミング・ホーム (ライオネル・リッチーのアルバム)
『カミング・ホーム』（Coming Home）は、アメリカ合衆国のR&B歌手ライオネル・リッチーが2006年に発表した、ソロ名義では8作目のスタジオ・アルバム。

## 背景
アイランド・デフ・ジャム・ミュージック・グループ会長のL.A.リードがエグゼクティブ・プロデューサーを務め、曲ごとに様々なサウンド・プロデューサーを立てる方法が取られた。
「アイ・コール・イット・ラヴ」のミュージック・ビデオには、リッチーの養女ニコール・リッチーが出演しており、この曲をプロデュースしたスターゲイトは、リッチーの次作『ジャスト・ゴー』（2009年）でも引き続き起用された。「ワット・ユー・アー」をプロデュースしたジャーメイン・デュプリは、この曲について、リッチーが1984年にシングル・ヒットさせた曲「ハロー」の現代版と説明し、「彼を第2のアッシャーとか第2のジャスティン・ティンバーレイクにすることには興味がない」とコメントしている。
アメリカ盤は11曲入りだが、日本盤やイギリス盤にはボーナス・トラックが2曲追加された。

## 反響・評価
母国アメリカではBillboard 200で6位に達し、自身20年ぶりの全米トップ10アルバムとなった。『ビルボード』のR&Bアルバム・チャートでは3位に達し、同チャートでのトップ10入りは14年ぶりのことである。2007年2月にはRIAAによってゴールドディスクに認定された。
シングル「アイ・コール・イット・ラヴ」はBillboard Hot 100で62位、『ビルボード』のアダルト・コンテンポラリー・チャートで9位、R&B/ヒップホップ・チャートで19位を記録した。
イギリスでは本作が全英アルバムチャートで15位、「アイ・コール・イット・ラヴ」が全英シングルチャートで45位を記録している。

## 収録曲
1. アイ・コール・イット・ラヴ "I Call It Love'" (Mikkel S. Eriksen, Tor Erik Hermansen, Taj Jackson) – 3:20
  - プロデュース：スターゲイト
2. スウィート・バケーション "'Sweet Vacation" (Lionel Richie, Raphael Saadiq, Robert Ozuna) – 3:54
  - プロデュース：ライオネル・リッチー、ラファエル・サディーク、ケイク・アンド・ザ・ファットマン
3. WHY "Why'" (L. Richie, Chuckii Booker, Sean Garrett) – 4:01
  - プロデュース：ライオネル・リッチー、チャッキー・ブッカー、ショーン・ギャレット
4. ワット・ユー・アー "'What You Are" (Jermaine Dupri, Manuel Seal, Johntá Austin) – 4:13
  - プロデュース：ジャーメイン・デュプリ、マニュエル・シール
5. アップ・オール・ナイト "'Up All Night" (L. Richie, C. Booker, S. Garrett) – 3:36
  - プロデュース：ライオネル・リッチー、チャッキー・ブッカー、ショーン・ギャレット
6. アイム・カミング・ホーム "'I'm Coming Home" (L. Richie, C. Booker) – 4:18
  - プロデュース：ライオネル・リッチー、チャッキー・ブッカー、ロドニー・ジャーキンス
7. オール・アラウンド・ザ・ワールド "'All Around the World" (L. Richie, Roberto Sam Screnci) – 3:34
  - プロデュース：ライオネル・リッチー、Roberto Sam Screnci、トーン・デプス
8. アウト・オブ・マイ・ヘッド "'Out of My Head" (L. Richie) – 3:15
  - プロデュース：ライオネル・リッチー、チャッキー・ブッカー
9. リーズン・トゥ・ビリーヴ "'Reason to Believe" (L. Richie, Dallas Austin, Tony Reyes) – 4:46
  - プロデュース：ダラス・オースティン
10. スタンド・ダウン "'Stand Down" (L. Richie, D. Austin) – 4:02
  - プロデュース：ダラス・オースティン
11. アイ・ラヴ・ユー "'I Love You" (L. Richie) – 4:12
  - プロデュース：ライオネル・リッチー、チャッキー・ブッカー

### ボーナス・トラック
1. アイ・アポロジャイズ "'I Apologize" (Wyclef Jean, Jerry Duplessis, Latavia Parker) – 3:39
  - プロデュース：ワイクリフ・ジョン、ジェリー・デュプレシス
2. アイム・ミッシング・ハー "'I'm Missing Her" (L. Richie) – 3:57
  - プロデュース：ライオネル・リッチー、チャッキー・ブッカー